# Port Tobacco Village
Port Tobacco Village és una població dels Estats Units a l'estat de Maryland. Segons el cens del 2000 tenia 15 habitants.

## Demografia
Segons el cens del 2000, Port Tobacco Village tenia 15 habitants, 5 habitatges, i 5 famílies. La densitat de població era de 36,2 habitants per km².
Per edats la població es repartia de la següent manera: un 20% tenia menys de 18 anys, un 13,3% entre 18 i 24, un 26,7% entre 25 i 44, un 20% de 45 a 60 i un 20% 65 anys o més.
L'edat mediana era de 34 anys. Per cada 100 dones de 18 o més anys hi havia 71,4 homes.
Cap de les famílies estaven per davall del llindar de pobresa.

## Poblacions més properes
El següent diagrama mostra les poblacions més properes.